# Tigre reale (film 1935)
Tigre reale (Königstiger) è un film del 1935, diretto da Rolf Randolf.

## Produzione
Il film fu prodotto dalla Rolf Randolf-Film GmbH.

## Distribuzione
Distribuito in Austria dalla Huschak & Company con il titolo Letzte Galavorstellung im Zirkus Barszony, il film fu presentato in Germania il 22 novembre 1935.